# Лондес, Фридрих Вильгельм
Фри́дрих Ви́льгельм Ло́ндес (нем. Friedrich Wilhelm Londes, лат. Fridericus Guilelmus Londes; 1780—1807) — немецкий ботаник на русской службе.

## Биография
Фридрих Вильгельм Лондес родился 24 мая 1780 года в Гёттингене. Учился в Гёттингенском университете, в 1801 году получил степень доктора медицины с диссертацией, посвящённой бутню клубневидному. После окончания университета четыре года преподавал будучи приват-доцентом в Гёттингене.
Затем Лондес по приглашению Федора фон Фишера прибыл в московский Ботанический сад в Горенках. По направлению Ботанического сада в 1807 году Лондес отправился на Кавказ. В дороге он заболел и 29 марта 1807 года умер в Пятигорске.

## Некоторые публикации
- Londes, F.G. Dissertatio inauguralis medica de Chaerophyllo bulboso (лат.). — Gottingae, 1801. — 24 p.
- Londes, F.W. Verzeichnis der um Göttingen wildwachsenden Pflanzen (нем.). — Göttingen, 1805. — 88 p.

## Роды виды растений, названные в честь Ф. В. Лондеса
- Londesia Fisch. & C.A.Mey., 1836 [= Bassia All., 1766]
- Geranium londesii Fisch. ex Link, 1822 [= Geranium collinum Stephan ex Willd., 1800]